# Dominik Bury
Dominik Bury (Cieszyn, 29 novembre 1996) è un fondista polacco.

## Biografia
Attivo in gare FIS dal dicembre del 2012, Bury ha esordito in Coppa del Mondo il 27 novembre 2016 a Kuusamo (76º), ai Campionati mondiali a Lahti 2017, dove si è classificato 39º nella 15 km, 10º nella sprint a squadre e 14º nella staffetta, e ai Giochi olimpici invernali a Pyeongchang 2018, piazzandosi 31º nella 15 km, 49º nello skiathlon e 13º nella sprint a squadre. Ai Mondiali di Seefeld in Tirol 2019 è stato 62º nella 15 km, 45º nella sprint e 17º nella sprint a squadre, mentre a quelli di Oberstdorf 2021 si è classificato 32º nella 15 km, 38º nella 50 km, 10º nella sprint a squadre e 14º nella staffetta. Ai XXIV Giochi olimpici invernali di Pechino 2022 si è piazzato 27º nella 15 km, 30º nella 50 km, 26º nello skiathlon e 15º nella sprint a squadre; ai Mondiali di Planica 2023 è stato 44º nella 15 km, 38º nella 50 km e 8º nella sprint a squadre e a quelli di Trondheim 2025 si è classificato 25º nella 50 km, 44º nella 10 km, 49º nella sprint e 36º nello skiathlon.

## Palmarès

### Coppa del Mondo
- Miglior piazzamento in classifica generale: 48º nel 2023